# سونی اریکسون سی۵۱۰
سونی اریکسون سی ۵۱۰ یکی از مدل های تلفن همراه است که در سال ۲۰۰۹ توسط کمپانی سونی اریکسون عرضه شد و از سری سایبرشات می‌باشد.